# Сарычева, Татьяна Филипповна
Татья́на Фили́пповна Са́рычева (р. 7 февраля 1949, Нью-Йорк) — советская волейболистка, игрок сборной СССР (1968—1975). Двукратная олимпийская чемпионка (1968 и 1972), чемпионка мира 1970, двукратная чемпионка Европы, чемпионка СССР 1976. Заслуженный мастер спорта СССР (1970).

## Биография
Родилась в 1949 году в Нью-Йорке в семье сотрудников МИД СССР. Волейболом начала заниматься в 1961 году в спортивной школе Ленинского района Москвы у тренера М. И. Сунгуровой. С 1965 выступала за команду «Локомотив» (Москва). В её составе: серебряный призёр чемпионата СССР 1971, бронзовый призёр союзного первенства 1970, бронзовый призёр розыгрыша Кубка европейских чемпионов 1972. В составе сборной Москвы стала чемпионкой (1971) и бронзовым призёром (1975) Спартакиад народов СССР. Чемпионка СССР 1976 в составе сборной СССР.
В 1966 в составе молодёжной сборной СССР стала чемпионкой Европы. В том же году впервые была вызвана на сборы национальной команды страны её наставником Г. Ахвледиани.
В сборной СССР в официальных соревнованиях выступала в 1968—1975 годах. В её составе:
- двукратная олимпийская чемпионка — 1968 и 1972;
- чемпионка мира 1970;
- двукратная чемпионка Европы — 1971 и 1975.

На протяжении ряда лет Татьяна Сарычева являлась членом Президиума и Исполкома Всероссийской федерации волейбола. В настоящее время — член ряда комиссий федерации, в том числе председатель комиссии спортсменов ВФВ.

## Награды и звания
- Заслуженный мастер спорта СССР (1970);
- Орден «Знак Почёта» (1968).

## Источник
- Волейбол. Энциклопедия/Сост. В. Л. Свиридов, О. С. Чехов. — Томск: Компания «Янсон», 2001.